# José Norberto Volante
José Norberto Volante (Lanús, Buenos Aires, 6 de junio de 1911– 1997) fue un futbolista, entrenador y dirigente argentino, conocido como Pepe Volante, célebre por su extensa y multifacética trayectoria en el Club Atlético Lanús. A lo largo de su vida, desempeñó los roles de jugador, entrenador y presidente del club, siendo una figura emblemática del fútbol granate y uno de los pocos en la historia del fútbol argentino en cumplir estas tres funciones en una misma institución de Primera División.

## Vida Personal
José Volante nació en Lanús, provincia de Buenos Aires, en el seno de una familia humilde con una fuerte tradición futbolística. Creció junto a sus seis hermanos, todos de ojos celestes, entre ellos Carlos Martín Volante, un reconocido mediocampista que dejó su marca en el fútbol argentino e internacional. Desde joven, Pepe se destacó por su simpatía, honestidad y espíritu emprendedor, cualidades que lo acompañaron tanto en su carrera deportiva como en su vida empresarial. Su infancia transcurrió en los potreros y partidos barriales de Lanús, forjando un vínculo profundo con el fútbol y su comunidad.
Conocido como "Pepe" o "Pepito" entre sus allegados, Paralelamente a su carrera deportiva, desarrolló una exitosa actividad empresarial como importador de válvulas industriales, lo que le permitió estabilidad económica. Nunca se alejó de sus raíces en Lanús, donde mantuvo amistades de infancia con figuras como Carlitos Montana, José Marín y Luis Marzotto. Falleció en 1997, dejando un legado imborrable en la comunidad granate.

## Carrera como futbolista

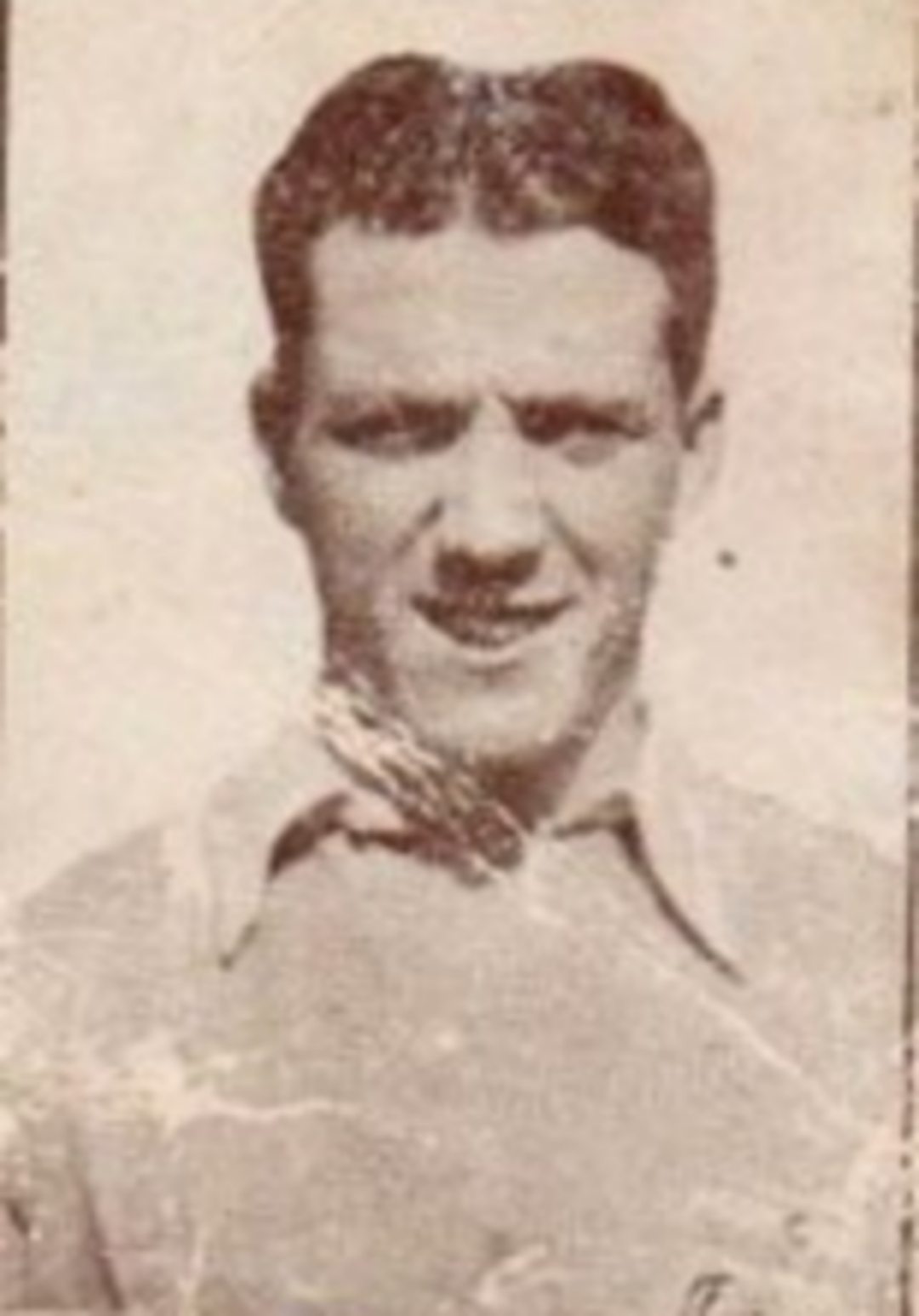
José Volante (1928)

Volante comenzó su trayectoria futbolística en las divisiones inferiores del Club Atlético Lanús en 1927, debutando en la quinta división y ascendiendo progresivamente hasta llegar al primer equipo, donde debuta el 10 de marzo de 1929. En total, disputó 53 partidos oficiales con la camiseta granate, consolidándose como un jugador prometedor en la posición de Centro-half. Sin embargo, ese mismo año, en un encuentro contra Luis Monti, destacado futbolista de San Lorenzo y la Selección Argentina, sufrió una grave lesión: una fractura de tibia y peroné que marcó un punto de inflexión en su carrera. Tras una lenta y difícil rehabilitación, Volante no logró recuperar su nivel previo, pero continuó jugando profesionalmente.

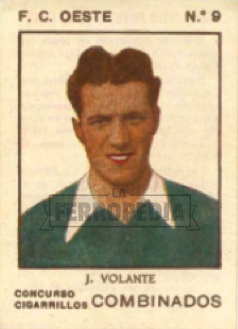
José Volante en Ferro Carril Oeste (1933)

Posteriormente, se marchó en 1933 a Argentinos Juniors donde solo jugó 5 encuentros, luego se incorporó a Ferro Carril Oeste, donde militó durante tres años y disputó 47  partidos, enfrentó en varias ocasiones al club de sus amores, Lanús. También tuvo una breve etapa en Boca Juniors, con cuatro partidos disputados, antes de regresar a Lanús, demostrando su lealtad a la institución. Además, participó en una gira por el Pacífico con un combinado argentino, junto a figuras como Urbieta, Sosa y Patricio Brady, lo que reflejó su relevancia en el fútbol de la época.

## Carrera como entrenador
Tras retirarse como jugador, Volante asumió el rol de entrenador del primer equipo de Lanús en 1951, año en que el club retornaba a Primera División tras el controvertido descenso de 1949. Aceptó el cargo con la condición de que fuera honorario, sin percibir remuneración, demostrando su compromiso desinteresado. Su gestión comenzó con dificultades: poco después de asumir, perdió a jugadores clave como Pairoux, Moyano y Contreras, quienes emigraron a Colombia debido a la huelga de futbolistas liderada por Adolfo Pedernera en 1948-1949.

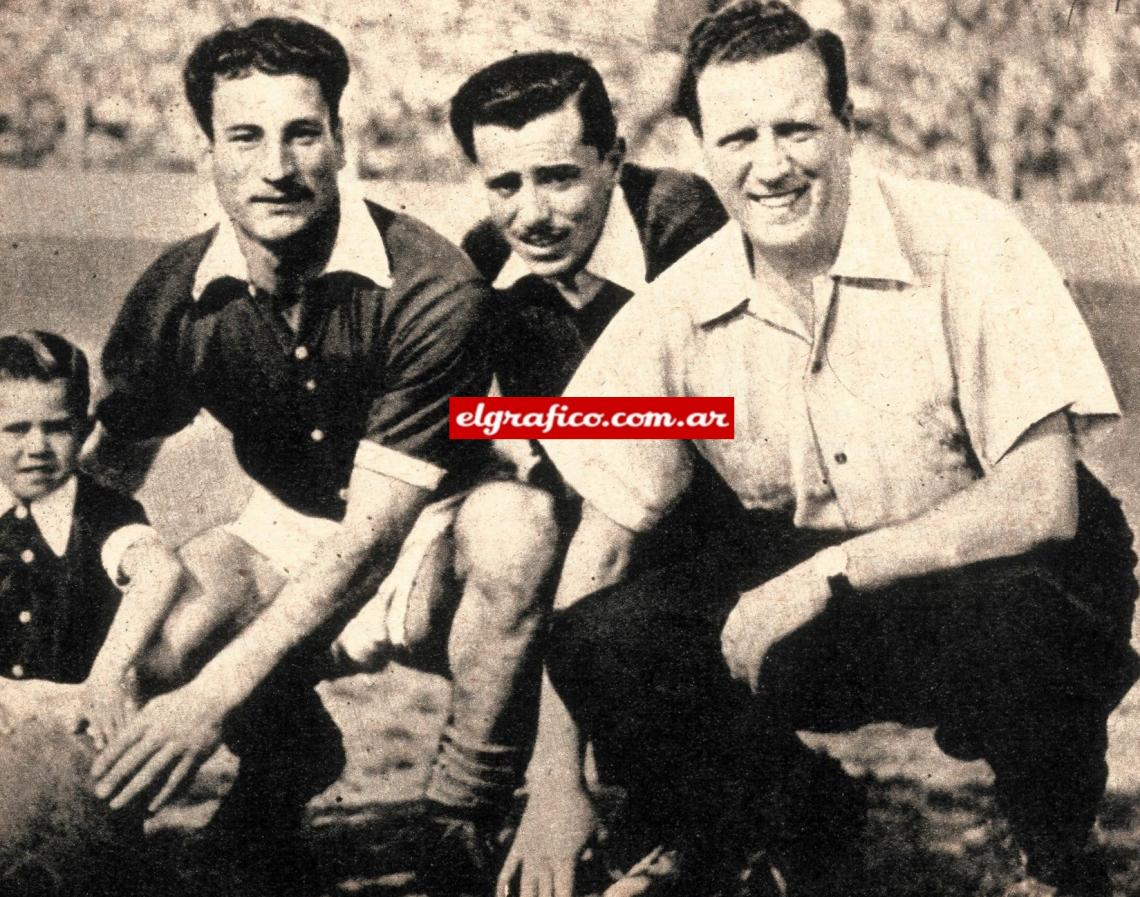
José Volante junto a José Florio - Lanús 1951

A pesar de estos contratiempos, Volante lideró una campaña destacada. En la primera rueda del torneo, Lanús sumó 24 puntos en 16 partidos, liderando la tabla con José Florio como máximo goleador del campeonato. Sin embargo, en octubre de 1951, a seis fechas del final y con el equipo en la pelea por el título, Florio —quien había anotado 21 goles en 22 partidos— fue vendido al Torino de Italia en una transferencia millonaria para la época. Aunque esto afectó al plantel, Lanús finalizó el torneo en el quinto puesto, la mejor posición del club en Primera División desde el inicio del profesionalismo. Tras cumplir un año en el cargo, tal como había acordado, Volante dejó el puesto en 1952 para dar paso a Roberto Sbarra y retornó a sus negocios como importador de válvulas industriales.

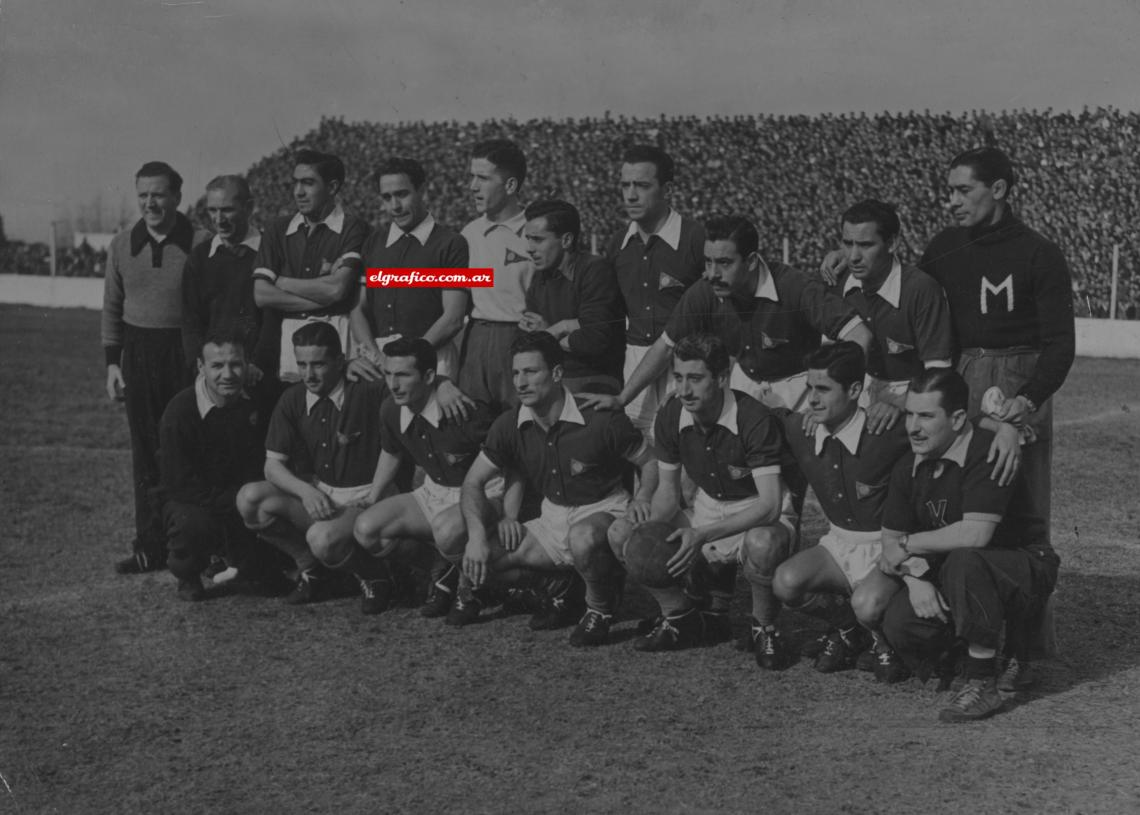
Equipo de Lanús dirigido por José Volante en 1951

Uno de los partidos destacados bajo su dirección fue el empate 1-1 contra Boca Juniors el 29 de junio de 1951, con un equipo integrado por Calvante, Álvarez, Vega, Daponte, Mercado, Strembel, Vivas, Garfagnoli, Gil, Florio, Martínez y Durán.

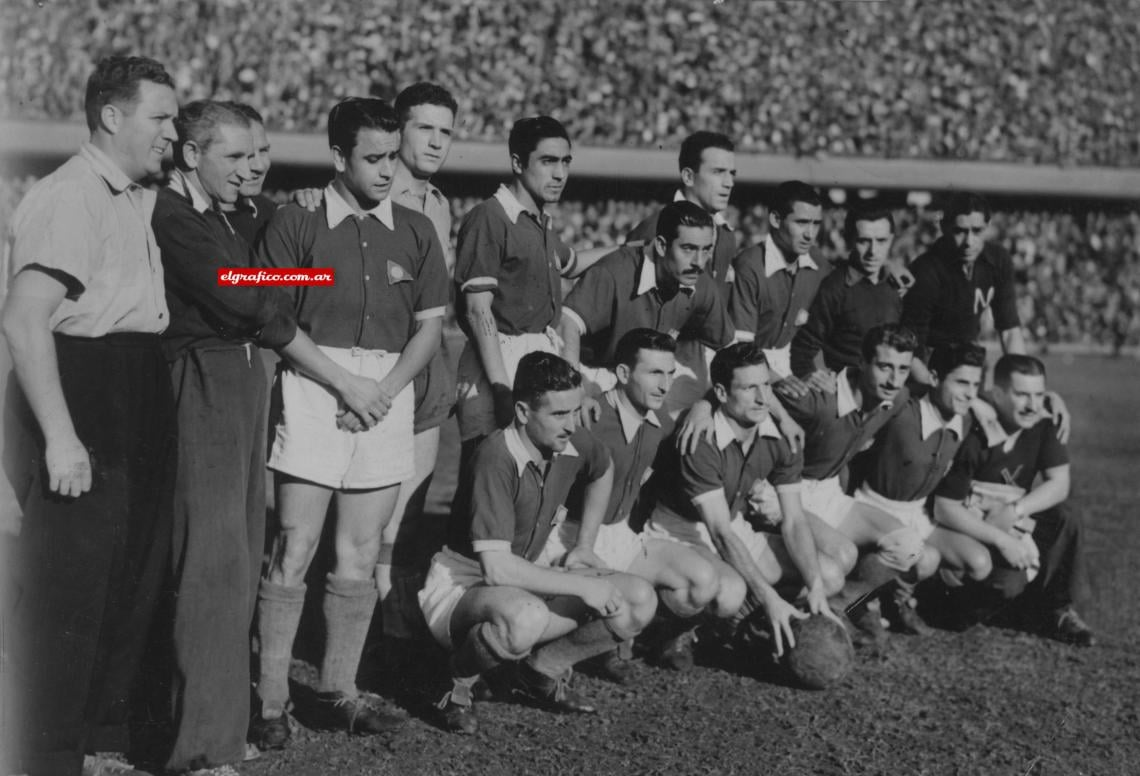
Club Lanús 1951

## Presidencia en Lanús

### Primer mandato (1959-1961)
El 27 de febrero de 1959, Volante fue electo presidente del Club Atlético Lanús liderando la Cruzada Renovadora Granate, una agrupación vinculada al peronismo. Su victoria electoral, celebrada con una marcha multitudinaria por la calle José C. Paz (hoy 9 de Julio) hasta la sede social, marcó el inicio de un período desafiante. Aunque no era peronista, su trayectoria como secretario de Hacienda de la Unión Vecinal Autonomista —movimiento que logró la autonomía de Lanús en 1944— y presidente del Rotary Club de Lanús le otorgó un amplio respaldo.

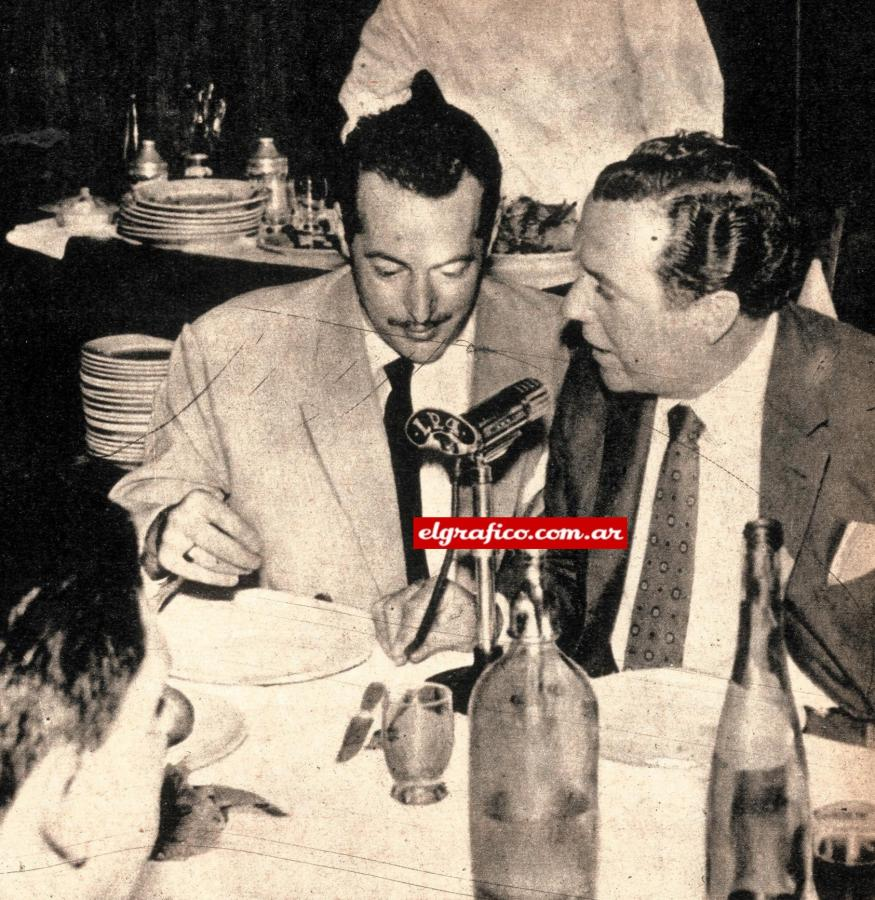
José Volante, pocos días después de asumir como presidente en Lanús.

Asumió en un contexto de crisis económica y divisiones políticas internas, heredando deudas significativas, especialmente con los jugadores. Volante impulsó una gestión austera, promoviendo contratos realistas y buscando sanear las finanzas del club. Entre sus logros, destacan la construcción de los codos del estadio, el piso de cemento alrededor de la cancha, el refuerzo del alambrado perimetral y una renovación del personal rentado, medidas que generaron controversias y le valieron opositores. Pese a sus esfuerzos, no pudo evitar el descenso a la Primera B en 1961, en medio de la inestabilidad política tras la Revolución Libertadora.

### Segundo mandato (1961-1964)
En 1961, Volante logró la reelección frente al Círculo de Amigos, consolidando su liderazgo. Ese mismo año, con la presencia del gobernador Oscar Alende, colocó la piedra fundamental de la platea de cemento, inaugurada en 1962 y que hoy forma parte de la platea oficial del estadio. Sin embargo, el club permaneció en la Primera B, enfrentando un torneo más competitivo y una situación económica y política compleja. Las tensiones entre facciones internas, agravadas por la supervivencia del peronismo en la institución y la oposición de sectores tradicionales, dificultaron su gestión. En 1962 y 1963, Lanús no logró superar la mitad de la tabla en la B.
A principios de 1964, agotado por las disputas, Volante convocó a Antonio Rotili para liderar un gobierno de unidad que pusiera fin a las divisiones. Una vez logrado este objetivo, se retiró definitivamente de la política institucional, aunque continuó asistiendo al estadio como socio patrimonial hasta su fallecimiento.

## Clubes
| Club                | Año            | Partidos |
| ------------------- | -------------- | -------- |
| Club Atlético Lanús | 1928-1931      | 62       |
| Argentinos Juniors  | 1933           | 5        |
| Ferro Carril Oeste  | 1933-1934;1936 | 47       |

Fuerte: